# Газала
Газала (на арабски: عين الغزالة) е село в окръг Бутнан, североизточна Либия.
Разположено е на 35 метра надморска височина в Либийската пустиня, на 3 километра югоизточно от брега на Средиземно море и на 57 километра западно от Тобрук. Селището е известно с битката при Газала през 1942 година, едно от най-големите сражения на Северноафриканската кампания на Втората световна война.